# Boue (manutention)

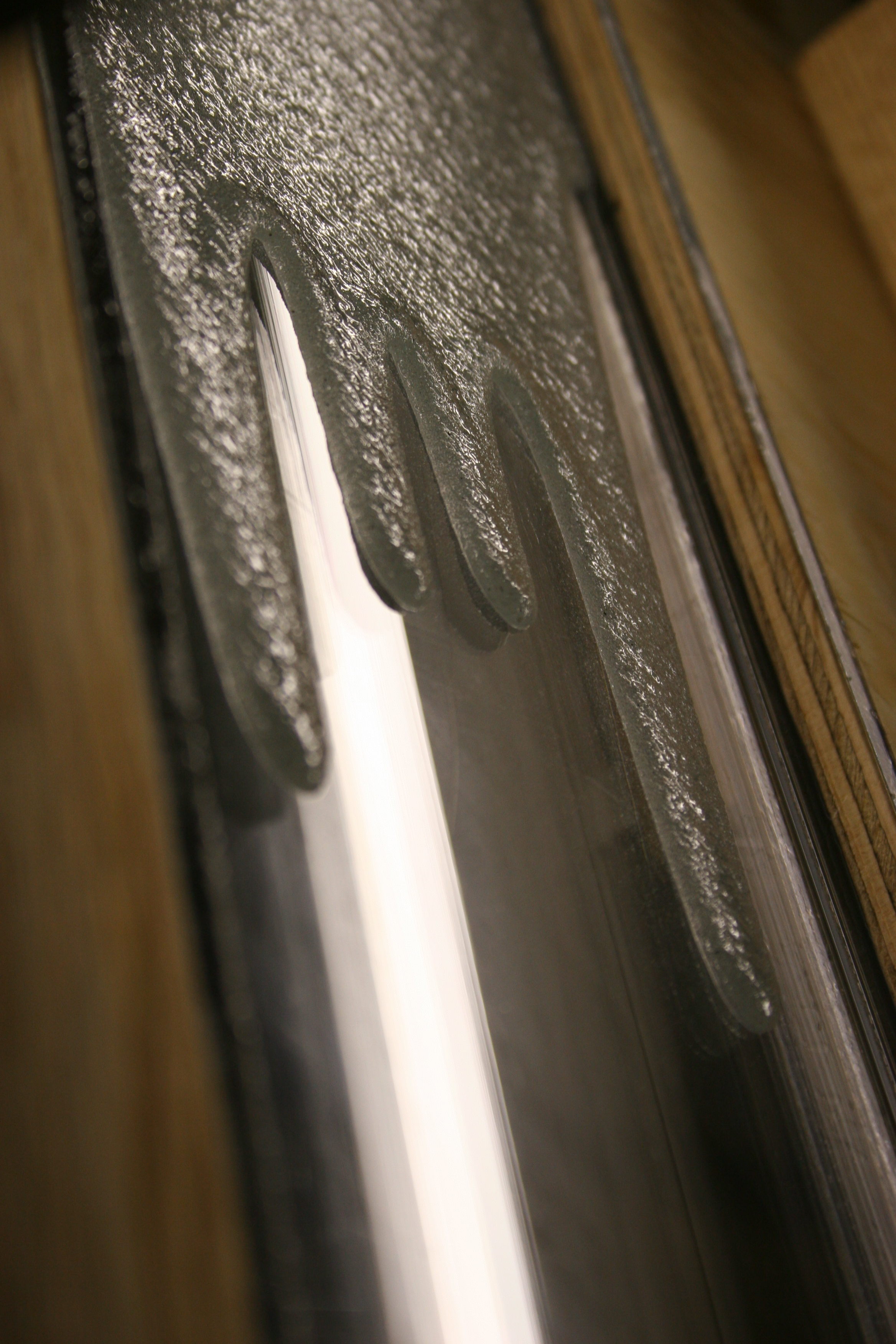
Une suspension composée de billes de verre dans de l'huile de silicone s'écoulant dans un plan incliné

Une boue (en anglais : slurry) est un mélange de solides plus denses que l'eau, en suspension dans un liquide, généralement de l'eau. La mise en suspension des solides est un moyen de transport ; le fluide porteur est pompé par un dispositif tel qu'une pompe centrifuge emportant la partie en suspension. La taille des particules solides peut varier de 1 micromètre à plusieurs centaines de millimètres.
Différents types de canalisations sont destinés au transport des boues : pour les différentes suspensions minérales, on parle de minéroduc (en anglais : Slurry pipeline) ; plus particulièrement pour le charbon transporté pulvérulent, mélangé à de l'eau, sous forme d'une boue liquide (schlamm), on parle d'hydrocarboduc.
Dans le dragage, le creusement de tranchées, l'exploitation minière (en haute mer), le forage, le forage de tunnels et de nombreuses autres applications, le sable, l'argile ou la roche sont excavés et transportés hydrauliquement sous forme de boue (slurry) sur des courtes ou longues distances (Trailing Suction Hopper Dredger, TSHD, Cutter Suction Dredgers, CSD),.
Les particules peuvent se déposer en dessous d'une certaine vitesse de transport et le mélange peut se comporter comme un fluide newtonien ou non newtonien. Selon le mélange, la suspension peut être abrasive et/ou corrosive.

## Exemples
Des exemples de boues (slurry) :
- Boue de curage
- Boue de ciment, mélange de ciment, d'eau et d'un assortiment d'additifs secs et liquides utilisés dans les industries pétrolière et autres [4],[5];
- Boue de sol / ciment, également appelée matériau à faible résistance contrôlée (Controlled Low-Strength Material, CLSM), remplissage fluide, remplissage à densité contrôlée, mortier fluide, sol-ciment en plastique, K-Krete et autres noms [6];
- Mélange d’agent épaississant, d’oxydants et d’eau utilisé pour former un gel explosif (Water gel explosive (en)) [7]
- Un mélange de matériel pyroclastique, de débris rocheux et d'eau produite lors d'une éruption volcanique et connu sous le nom de lahar;
- Un mélange de bentonite et d'eau utilisé pour faire des parois moulées;
- Schlamm, mélange de déchets de charbon et d'eau, ou charbon broyé et eau[8] ;
- Slurry oil, la fraction d'ébullition la plus élevée distillée à partir de l'effluent d'une unité de craquage catalytique (FCC) dans une raffinerie de pétrole. Il contient une grande quantité de catalyseur, sous forme de sédiments d'où la dénomination de lisier;
- Un mélange de pâte de bois et d'eau utilisé pour fabriquer du papier;
- Lisier, mélange de déchets animaux, de matière organique et parfois d'eau à usage agricole, utilisé comme engrais après vieillissement dans une fosse à lisier;
- Viande reconstituée, mélange de viande finement hachée et d'eau, essorée par centrifugation et utilisée comme nourriture ;
- Une substance abrasive (potée) utilisée pour le polissage mécanochimique ;
- Glace en suspension (en), mélange de cristaux de glace, abaissant le point de congélation et d'eau ;
- Un mélange de matières premières et d'eau impliqué dans la fabrication en usine du ciment Portland ;
- Un mélange de minéraux, d'eau et d'additifs utilisé dans la fabrication de céramiques
- Un bolus d'aliments mâchés mélangés à de la salive ;
- Un mélange de colle époxy et de microsphères de verre (en)  utilisé comme composé de remplissage autour des matériaux de base dans les cellules de composites à structure sandwich.

## Calculs

### Détermination de la fraction de solide
Pour déterminer le pourcentage de solides (ou fraction de solides) d’une suspension à partir de la densité de la suspension, des solides et du liquide 
{\displaystyle \phi _{sl}={\frac {\rho _{s}(\rho _{sl}-\rho _{l})}{\rho _{sl}(\rho _{s}-\rho _{l})}}}
où
{\displaystyle \phi _{sl}} est la fraction de solides de la suspension (état en masse)
{\displaystyle \rho _{s}} est la densité des solides
{\displaystyle \rho _{sl}} est la densité de la suspension
{\displaystyle \rho _{l}} est la densité du liquide
Dans les boues aqueuses, comme cela est courant dans le traitement des minéraux, la densité de l'espèce est généralement utilisée, et depuis {\displaystyle SG_{water}} est pris égal à 1, cette relation s'écrit typiquement:
{\displaystyle \phi _{sl}={\frac {\rho _{s}(\rho _{sl}-1)}{\rho _{sl}(\rho _{s}-1)}}}
même si la densité avec les unités tonnes / m ^ 3 (t / m ^ 3) est utilisée au lieu de l'unité de densité SI, kg / m ^ 3.

### Masse liquide à partir de la fraction massique de solides
Pour déterminer la masse de liquide dans un échantillon compte tenu de la masse de solides et de la fraction massique: Par définition
{\displaystyle \phi _{sl}={\frac {M_{s}}{M_{sl}}}}
donc
{\displaystyle M_{sl}={\frac {M_{s}}{\phi _{sl}}}}
et
{\displaystyle M_{s}+M_{l}={\frac {M_{s}}{\phi _{sl}}}}
alors
{\displaystyle M_{l}={\frac {M_{s}}{\phi _{sl}}}-M_{s}}
et
{\displaystyle M_{l}={\frac {1-\phi _{sl}}{\phi _{sl}}}M_{s}}
et dans un contexte de transformation de minéraux où la gravité spécifique du liquide (eau) est considérée comme égale:
{\displaystyle \phi _{sl}} est la fraction solide de la boue
{\displaystyle M_{s}} est la masse ou le débit massique de solides dans l'échantillon ou le flux
{\displaystyle M_{sl}} est la masse ou le débit massique de lisier dans l'échantillon ou le flux
{\displaystyle M_{l}} est la masse ou le débit massique de liquide dans l'échantillon ou le flux

### Fraction volumétrique de la fraction massique
{\displaystyle \phi _{sl,m}={\frac {M_{s}}{M_{sl}}}}
De manière équivalente
{\displaystyle \phi _{sl,v}={\frac {V_{s}}{V_{sl}}}}
où
{\displaystyle \phi _{sl,v}={\frac {\frac {M_{s}}{SG_{s}}}{{\frac {M_{s}}{SG_{s}}}+{\frac {M_{l}}{1}}}}}
Alors
{\displaystyle \phi _{sl,v}={\frac {M_{s}}{M_{s}+M_{l}SG_{s}}}}
{\displaystyle \phi _{sl,v}={\frac {1}{1+{\frac {M_{l}SG_{s}}{M_{s}}}}}}
Puis en combinant avec la première équation:
{\displaystyle \phi _{sl,v}={\frac {1}{1+{\frac {M_{l}SG_{s}}{\phi _{sl,m}M_{s}}}{\frac {M_{s}}{M_{s}+M_{l}}}}}}
Alors
{\displaystyle \phi _{sl,v}={\frac {1}{1+{\frac {SG_{s}}{\phi _{sl,m}}}{\frac {M_{l}}{M_{s}+M_{l}}}}}}
Puis depuis
{\displaystyle \phi _{sl,m}={\frac {M_{s}}{M_{s}+M_{l}}}=1-{\frac {M_{l}}{M_{s}+M_{l}}}}
nous concluons que
{\displaystyle \phi _{sl,v}={\frac {1}{1+SG_{s}({\frac {1}{\phi _{sl,m}}}-1)}}}
{\displaystyle \phi _{sl,v}} est la fraction de solides de la suspension sur une base volumétrique
{\displaystyle \phi _{sl,m}} est la fraction de solides de la suspension sur une base massique
{\displaystyle M_{s}} est la masse ou le débit massique de solides dans l'échantillon ou le flux
{\displaystyle M_{sl}} est la masse ou le débit massique de la suspension dans l'échantillon ou le flux
{\displaystyle M_{l}} est la masse ou le débit massique de liquide dans l'échantillon ou le flux
{\displaystyle SG_{s}} est la densité apparente des solides